# Assisa panis et cervisiæ

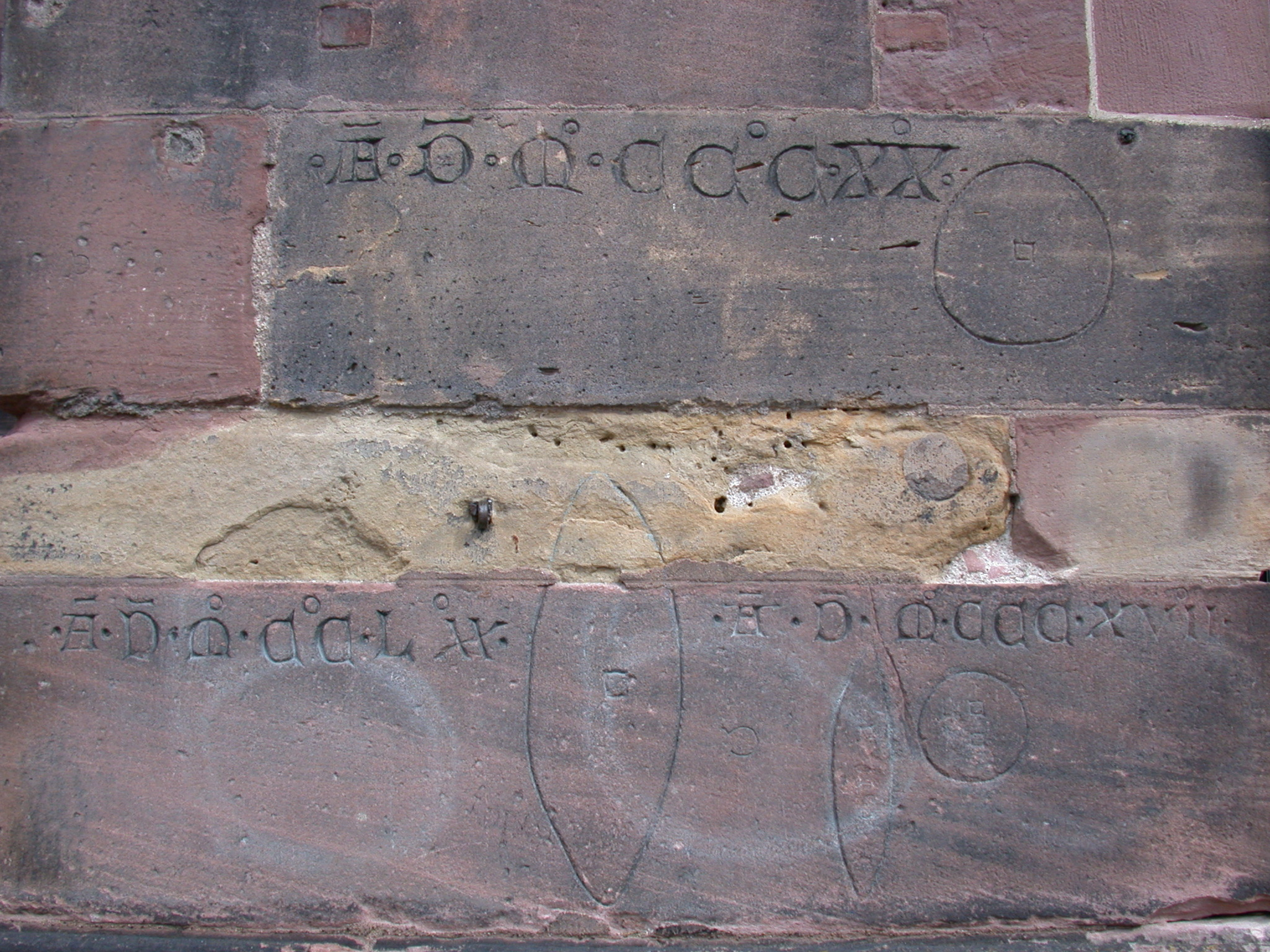
Marcas de pan de origen medieval sobre las paredes de la catedral de Friburgo en Alemania, indicando la necesidad de reglamentar la venta del pan.

La Assisa panis et cervisiæ (Impuesto al pan y la cerveza) es una frase latina que hace referencia a una ley del siglo XIII, aplicada en Inglaterra durante la Edad Media, con el objeto de regular los precios y la cantidad tanto del pan como de la cerveza, midiendo y estandarizando los productos de los panaderos y cerveceros. 
La ley fue promulgada por Enrique III por el año 1266–1271. Fue la primera ley en la historia de Inglaterra (y tal vez en Europa) con objeto de regular la producción de alimentos. A nivel local, la aplicación de la normativa resultó ser una licencia regulatoria, aplicada muy severamente contra aquellos artesanos que vendían arbitrariamente, o mediante engaños. En las áreas rurales, la norma fue vigilada por los manorial lords, quienes hacían reuniones trisemanales en las que podían decidir las penas para los acusados.
La ley fue derogada por la Statute Law Revision Act 1863, cerca de 500 años después de su creación.

## Origen
La cantidad de equipo empleado en la producción de pan y cerveza, particularmente el horno, hizo que surgiera la necesidad de regular el mercado de controlar los precios, las cantidades y calidades, todo ello con el objetivo de prevenir el fraude alimentario en la Edad Media. Esta ley fijó el precio de la cerveza ale y el peso de pan que se podía comprar con un farthing. El acto era pensado como una simple ejemplificación contra los panaderos de los condados.

## Declaraciones

### Pan
La ley relativa al pan estableció una amplia escala, que establece las relaciones entre el precio del trigo y el del pan a la venta, estableciendo una regla por la que un cuarto (quarter) de trigo se puede vender a doce peniques, el farthing de una barra de pan elaborada con la mejor harina blanca debería pesar seis libras y dieciséis chelines. La ley establece y clarifica el precio del pan en función del precio del trigo: "and for every six pence added to the quarter of wheat, the weight of the farthing loaf is reduced; until, when the wheat is at twenty shillings a quarter, it directs the weight of the loaf to be six shillings and three pence".
La ley inglesa assisa del pan fue aplicada a la fuerza hasta comienzos del siglo XIX, donde fue abolida sólo en Londres.

### Cerveza
De forma similar, la assisa regulaba el precio por galón de ale, con respecto al precio del trigo, la cebada, y la avena. Con el tiempo esta ley se hizo opresiva y de esta forma Enrique VIII ya en el siglo XVI alivió la presión dejando a los cerveceros que vendieran la cerveza a discreción y bajo las reglas del mercado. 